# Brent (nome)
Brent  è un nome proprio di persona inglese maschile.

## Origine e diffusione
Riprende il cognome inglese Brent, a sua volta ripreso da diversi toponimi dell'Inghilterra; questi potrebbero derivare dal vocabolo celtico *brig-/brigant-, che vuol dire "collina", "posto elevato" (lo stesso del nome Tara), ed erano forse associati alla dea Brigantia, il cui nome deriva dalla stessa radice.
Non va confuso col nome Brant, di origine differente.

## Onomastico
Il nome è adespota, non essendovi santi che lo portino. L'onomastico si può festeggiare il 1º novembre per la festa di Ognissanti.

## Persone

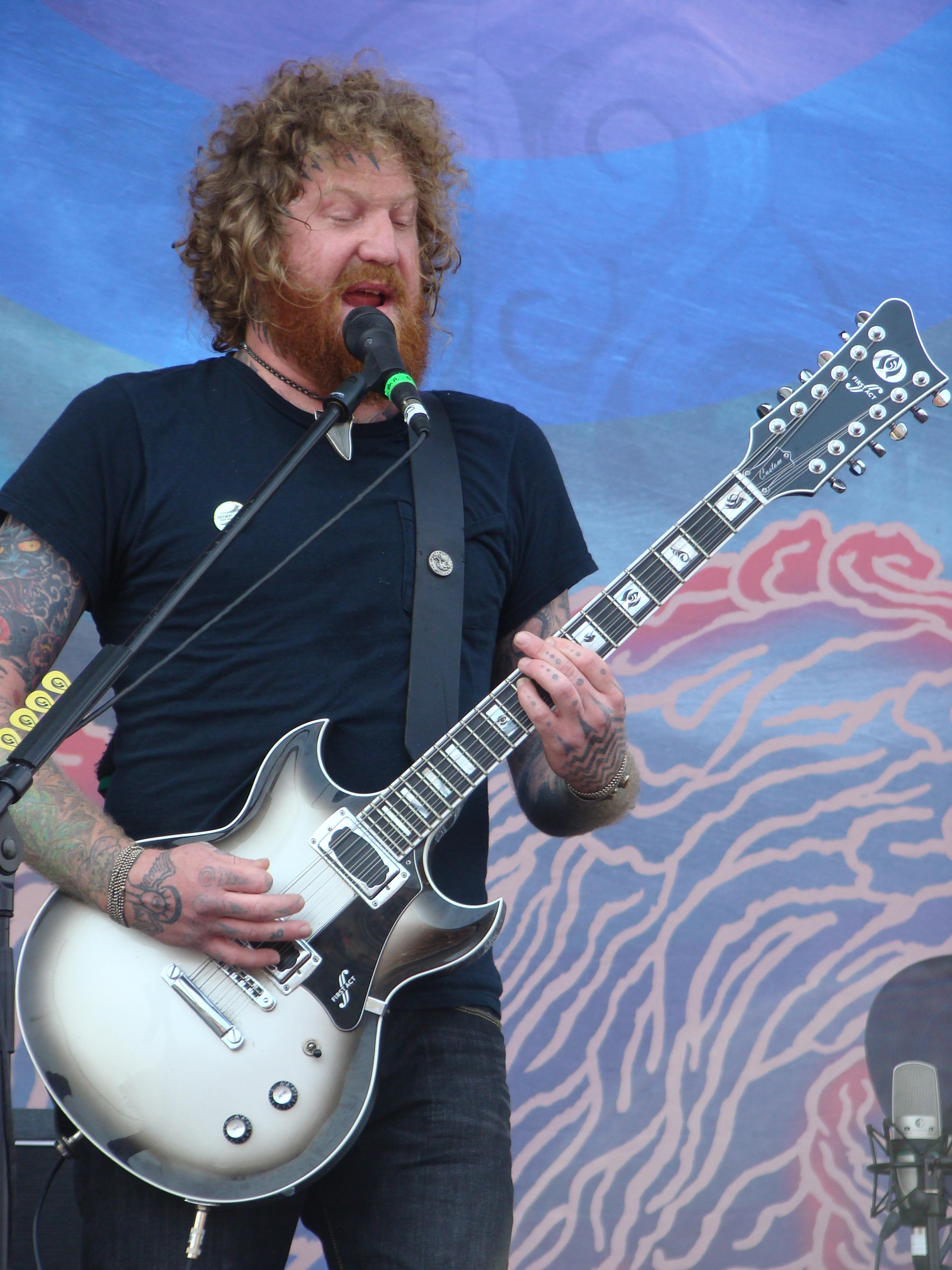
Brent Hinds

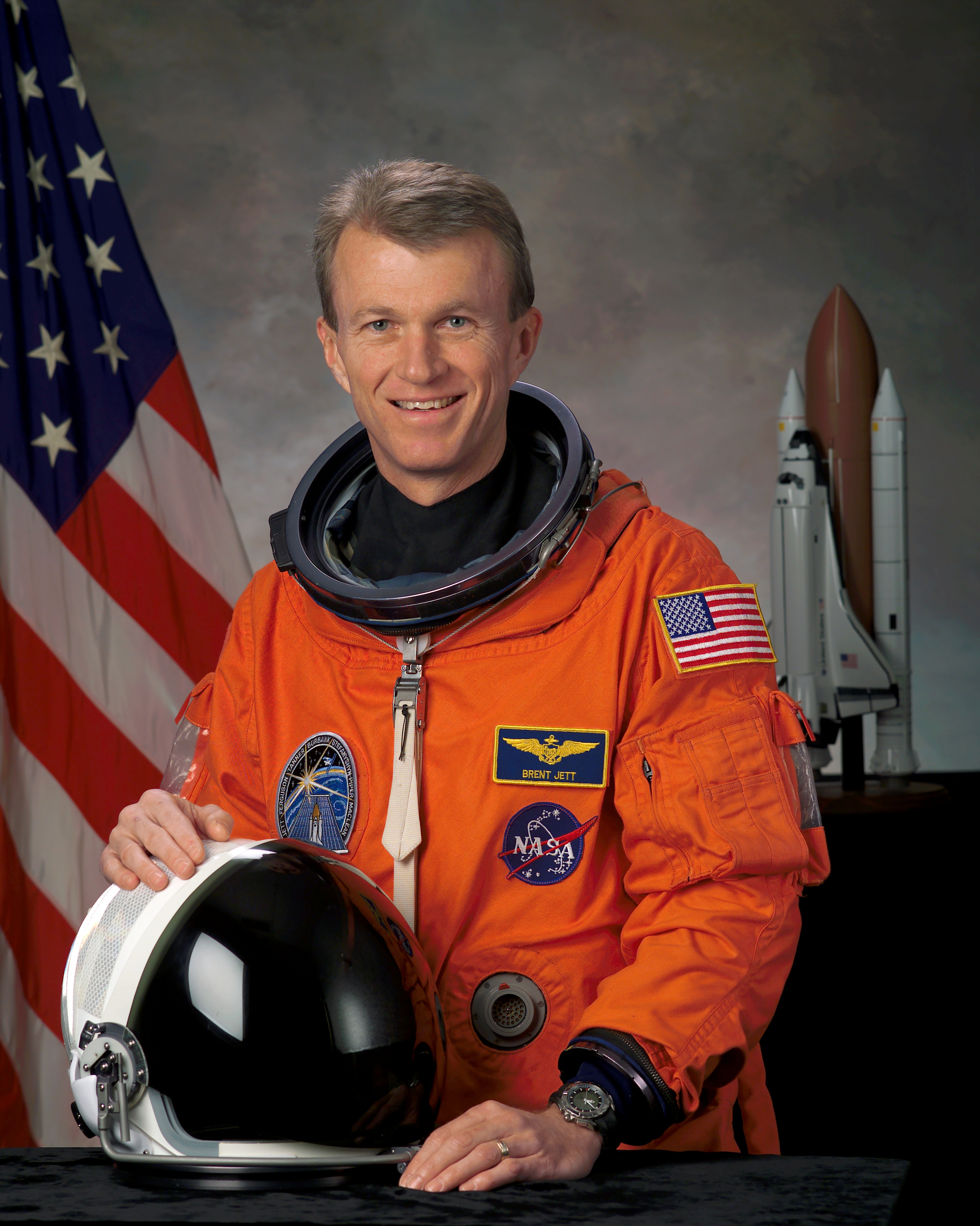
Brent W. Jett, Jr.

- Brent Albright, wrestler statunitense
- Brent Barry, cestista statunitense
- Brent Bookwalter, ciclista su strada e ciclocrossista statunitense
- Brent Corrigan, ex attore pornografico, attore cinematografico e regista pornografico statunitense
- Brent Fitz, musicista canadese
- Brent Hayden, nuotatore canadese
- Brent Huff, attore, sceneggiatore e regista statunitense
- Brent W. Jett, Jr., astronauta statunitense
- Brent Muscat, chitarrista statunitense
- Brent Mydland, tastierista e cantante statunitense
- Brent Sancho, calciatore trinidadiano
- Brent Scott, cestista e allenatore di pallacanestro statunitense
- Brent Smedley, batterista statunitense
- Brent Smith, cantante statunitense
- Brent Spiner, attore statunitense
- Brent Sutter, hockeista su ghiaccio, allenatore di hockey su ghiaccio e dirigente sportivo canadese
- Brent Weeks, scrittore statunitense

## Il nome nelle arti
- Brent Tarleton è un personaggio del romanzo di Margaret Mitchell Via col vento, e dell'omonimo film del 1939[2].